# Włodzimierz Kapczyński
Włodzimierz Romuald Kapczyński (ur. 22 stycznia 1929 w Sosnowcu, zm. 11 kwietnia 2018 w Katowicach) – polski energetyk, więzień polityczny, działacz opozycji w okresie PRL.

## Życiorys
W 1947 zaangażował się w działalność antykomunistyczną. W 1948 został zatrzymany podczas akcji rozlepiania ulotek, następnie aresztowany i skazany wyrokiem Wojskowego Sądu Rejonowego w Katowicach na karę 7 lat pozbawienia wolności. Przebywał w zakładach karnych m.in. we Wronkach i Potulicach, a także w obozie pracy więźniów w Jelczu. Zwolnienie na mocy amnestii uzyskał w 1953.
W 1956 ukończył Technikum Energetyczne w swojej rodzinnej miejscowości. Do 1990 pracował w hutach, a także przedsiębiorstwach budowlanych i remontowych, był zatrudniony m.in. przy budowie Huty Katowice. We wrześniu 1980 wstąpił do „Solidarności”, przewodniczył komisji zakładowej związku z przedsiębiorstwie Budostal-4, wchodził w skład zarządu regionu i uczestniczył w I Krajowym Zjeździe Delegatów w Gdańsku. Dołączył również do Związku Solidarności Polskich Kombatantów. Po wprowadzeniu stanu wojennego internowany na okres od grudnia 1981 do lipca 1982. Po zwolnieniu działał w podziemiu, należał do Regionalnej Komisji Wykonawczej, zajmował się m.in. organizacją kolportażu i poligrafii. W 1989 wszedł w skład wojewódzkiego Komitetu Obywatelskiego, był delegatem na dwa kolejne KZD NSZZ „S”.
W 1990 przeszedł na emeryturę. Działacz Związku Więźniów Politycznych Okresu Stalinowskiego, w 2005 został prezesem katowickiego oddziału tej organizacji.

## Odznaczenia
W 2007 prezydent Lech Kaczyński odznaczył go Krzyżem Komandorskim z Gwiazdą Orderu Odrodzenia Polski. W 2016 otrzymał Krzyż Wolności i Solidarności.